# Шоу Патрика Звезде
Шоу Патрика Звезде (енгл. The Patrick Star Show) америчка је анимирана хумористичка телевизијска серија чији су аутори Лук Брукшир, Марк Чекарели, Ендру Гудман, Каз, Мистер Лоренс и Винсент Волер. Спиноф је серије Сунђер Боб Коцкалоне који се усредсређује на Патрика Звезду и његову породицу који воде ток-шоу. Серију приказује Nickelodeon од 9. јула 2021. године, а у Србији Nickelodeon од 13. маја 2022. године. У марту 2022. године обновљена за другу сезону.

## Радња
Патрик Звезда води свој сопствени ток-шоу у својој породичној кући, уз подршку своје породице.

## Гласовне улоге
| Улога                | Изворни глас     | Српски глас                                                                               |
| -------------------- | ---------------- | ----------------------------------------------------------------------------------------- |
| Патрик Звезда        | Бил Фагербаке    | Томаш Сарић                                                                               |
| Сесил Звезда         | Томас Ф. Вилсон  | Александар Глигорић                                                                       |
| Бани Звезда          | Кри Самер        | Михаела Стаменковић                                                                       |
| Лигњенка Звезда      | Џил Тали         | Ивона Рамбосек                                                                            |
| Дека Пат Звезда      | Дејна Снајдер    | Бранислав Платиша                                                                         |
| Бака Пипак           | Кри Самер        | Ана Кораћ                                                                                 |
| Боцко                | Том Кени         | оригинални глас                                                                           |
| Шишко                | Ди Брели Бејкер  | оригинални глас                                                                           |
| Пинки                | Џил Тали         | оригинални глас                                                                           |
| Сунђер Боб Коцкалоне | Том Кени         | Милан Антонић                                                                             |
| Лигњослав Пипак      | Роџер Бампас     | Марко Марковић                                                                            |
| Сенди Обрашчић       | Керолин Лоренс   | Снежана Нешковић                                                                          |
| Евгеније Краба       | Кленси Браун     | Бранислав Платиша                                                                         |
| Бисерка Краба        | Лори Ален        | Валентина Павличић (говор) Ђурђина Радић (певање) Дарија Врачевић (као принцеза Бисенија) |
| Гђа Пуфна            | Мери Џо Кетлет   | Маријана Живановић                                                                        |
| Шелдон Планктон      | Мр. Лоренс       | Милош Дашић                                                                               |
| Карен Планктон       | Џил Тали         | Марија Стокић                                                                             |
| Лари Јастог          | Мр. Лоренс       | Милош Ђуричић                                                                             |
| Руб Златић           | Мр. Лоренс       | Милош Ђуричић                                                                             |
| Гргеч Перкинс        | Ди Бредли Бејкер | Немања Живковић                                                                           |
| Летећи Холанђанин    | Брајан Дојл Мари | Бранислав Јевтић                                                                          |

## Епизоде
| #   | #   | Српски назив                | Изворни назив            | Редитељ                                       | Сценариста   | Премијера          | Премијера у Србији |
| --- | --- | --------------------------- | ------------------------ | --------------------------------------------- | ------------ | ------------------ | ------------------ |
| 1.  | 1.  | Закаснио на доручак         |                          | Кени Питенгер и Дејвид Канингам               | Каз          | 9. јул 2021.       | 13. мај 2022.      |
| 1.  | 1.  | Лоши послови                |                          | Фред Озмон и Шерм Коен                        | Лук Брукшир  | 9. јул 2021.       | 13. мај 2022.      |
| 2.  | 2.  | Рат степеница               |                          | Пјеро Пилусо и Џеф Деграндис                  | Мр. Лоренс   | 23. јул 2021.      | 20. мај 2022.      |
| 2.  | 2.  | Природни непријатељи        |                          | Брајан Моранде, Мајкл Даферти и Дејв Канингам | Ендру Гудман | 23. јул 2021.      | 20. мај 2022.      |
| 3.  | 3.  | Пататон                     |                          | Фред Озмон и Џеф Деграндис                    | Каз          | 16. јул 2021.      | 18. мај 2022.      |
| 3.  | 3.  | Изгубљен у каучу            |                          | Рајан Крамер и Шерм Коен                      | Ендру Гудман | 16. јул 2021.      | 17. мај 2022.      |
| 4.  | 4.  | Годишња распродаја          |                          | Пјеро Пилусо и Дејв Канингам                  | Мр. Лоренс   | 19. новембар 2021. | 23. мај 2022.      |
| 5.  | 5.  | Лигњенкин помоћник          |                          | Фред Озмон и Џеф Деграндис                    | Ендру Гудман | 6. август 2021.    | 19. мај 2022.      |
| 5.  | 5.  | Миришем Пата                |                          | Зјус Сервас и Дејв Канингам                   | Лук Брукшир  | 13. август 2021.   | 24. мај 2022.      |
| 6.  | 6.  | Одмор на бензинској станици |                          | Дејвид Гемил и Шерм Коен                      | Мр. Лоренс   | 29. октобар 2021.  | 25. мај 2022.      |
| 6.  | 6.  | Варварка Бани               |                          | Брајан Моранте и Џеф Деграндис                | Каз          | 5. новембар 2021.  | 26. мај 2022.      |
| 7.  | 7.  | Похођење куће Звезда        |                          | Брајан Моранте и Шерм Коен                    | Мр. Лоренс   | 30. јул 2021.      | 27. мај 2022.      |
| 7.  | 7.  | Ко је велики дечак          |                          | Фред Озмон и Шерм Коен                        | Мр. Лоренс   | 4. март 2022.      | 27. мај 2022.      |
| 8.  | 8.  | Терор на 20.000 лига        |                          | Брајан Моранте, Дејв Канингам и Џеф Деграндис | Ендру Гудман | 21. октобар 2021.  | 30. oktobar 2022.  |
| 9.  | 9.  | До тате и назад             |                          | Пјеро Пилусо и Шерм Коен                      | Каз          | 18. март 2022.     | 14. јун 2022.      |
| 9.  | 9.  | Преживљавање                |                          | Зјус Сервас и Џеф Деграндис                   | Ендру Гудман | 25. март 2022.     | 13. јун 2022.      |
| 10. | 10. |                             |                          | Фред Озмон и Дејв Канингам                    | Мр. Лоренс   | 3. децембар 2021.  |                    |
| 10. | 10. |                             |                          | Кени Питенгер и Шерм Коен                     | Каз          | 11. март 2022.     | 2. jul 2022.       |
| 11. | 11. | Икс означава место          |                          | Фред Озмон и Дејв Канингам                    | Лук Брукшир  | 1. април 2022.     | 16. јун 2022.      |
| 11. | 11. | Патрикова улица             |                          | Зјус Сервас и Џеф Деграндис                   | Лук Брукшир  | 8. април 2022.     | 15. јун 2022.      |
| 12. | 12. | Бисерка жели да буде звезда |                          | Зјус Сервас и Шерм Коен                       | Ендру Гудман | 15. април 2022.    | 17. јун 2022.      |
| 12. | 12. | Супер дадиље                |                          | Џеф ДеГрандис и Кени Питенгер                 | Каз          |                    | 20. јун 2022.      |
| 13. | 13. | Комшијске вести             | Nitwit Neighborhood News | Зјус Серванс и Шерм Коен                      | Лук Брукшир  | 22. јул 2022.      | 21. јун 2022.      |
| 13. | 13. | Патриково полугодиште       | Mid-Season Finale        | Дејв Канингам и Фред Озмонд                   | Мр. Лоренс   | 22. јул 2022.      | 15. јун 2022.      |

## Пријем
Шоу Патрика Звезде је добио негативне критике од критичара и обожавалаца серије. На агрегатору рецензија Rotten Tomatoes, серија има оцену одобравања публике од 20% позитивних критика. Соmmon Sense Media дали су серији четири од пет звездица, написавши: „Спин-оф морске звезде има глупу забаву, пуно шамарског насиља”.